# 秋元美咲
秋元 美咲（あきもと みさき、1995年3月1日 - ）は、日本の女優。東京都出身。アイドルグループ「LOVE SPEARS」の元メンバー。

## 略歴
- サラエンタテインメント（パワーピット、2013年 - 2016年）、ヒラタオフィス新人部フラッシュアップ（2017年4月 - 2020年）に所属していた[1]。2021年1月、フリーではあるがまけんグミよりサポートを受け活動することとなる。
- 「グリムの森」にて初舞台（2013年8月）、「うみがめくれる」にて初主演（2016年8月）。
- アイドル諜報機関LEVEL7のメンバーとして活動していた（2014年3月2日 - 2016年12月8日）。
- K+RANK'INのリーダーとして活動していた（2018年11月26日 - 2020年7月31日）。
- LOVE SPEARSのメンバーとして活動していた（2022年3月13日 - 2023年6月4日）。

## 人物
- 特技：ダンス、書道、水泳
- 趣味：読書、音楽鑑賞、散歩、バドミントン
- 愛称：あっち
- 高校時代はダンス部に所属していた。

## 出演

### 舞台
- GFA「グリムの森[2]」（2013年8月18日、天空劇場） - 白雪姫 役
- レッドカンパニー「約束」（2013年10月30日 - 11月3日、下北沢・Geki地下リバティ） - 白石深雪 役[3]
- STAGE×12「渚にまつわるエキストラ[4]」（2014年1月22日 - 25日、赤坂GENKI劇場） - 井上陽子 役
- 劇団空感エンジン「十二人の怒れる人々[5]」B班（2014年2月19日 - 24日、両国エアースタジオ） - 2号 役
- レッドカンパニーNIGHTシリーズvol.1リーディングライブ「星が見えるかい[6]」（2014年3月21日、新代田・鯛カフェ）
- girls museum「Short Sweet Story エイプリルフール編」（2014年4月2日 - 5日、江戸川橋・絵空箱）
  - 1話「卯月、嘘つき、運のつき」 - B班 虎来三角(とらいみづの) 役
  - 3話「フォックス姉妹の話」 - A班 ケイト役
- 劇団空感エンジン「電波塔[7]」A班（2014年7月9日 - 14日、両国エアースタジオ） - 京子役
- アリスインプロジェクト「新・戦国降臨ガール[8]」武の組（2015年10月21日 - 25日、新宿・スペース・ゼロ 全労済ホール） - 毛利元就 役
- 進戯団夢命クラシックス「君の瞳には悠限のファクティス[9]」（2015年12月2日 - 6日、新宿村LIVE） - タマネギ(シロタマ、キダマ) 役
- メディアゲート「てーきゅう～先輩とめぐりあう時間たち～ディレクターズカット[10]」（2016年3月16日 - 21日、日本芸術専門学校 大森校劇場） - 斉田はな 役[11]
- エアースタジオ「シェアハウスIV -O・MO・TE・NA・SHI-[12]」（2016年6月22日、東日本橋・アクアスタジオ） - 日替わりゲスト
- fragment edge「うみがめくれる -inversion-[13]」（2016年8月3日 - 7日、新宿・SPACE雑遊） - 主演 浜浦かえで 役
- ガラスのスニーカー「かいじゅうたちのいるせかい」（2017年6月22日 - 25日、新井薬師前・ウエストエンドスタジオ） - 主演 小杉春子(パルコ) 役[14]
- アリスインプロジェクト「アリスインデッドリースクール・ノクターン[15]」（2017年10月4日 - 9日、新宿村LIVE） - 堂本千十合 役
- 大人じゃないモン「TONKACHI-GIRL」（2017年11月22日 - 26日、八幡山ワーサルシアター） - 主演 秋月冬花(あきづきとうか) 役[16]
- ヴァカーエンターテインメント「君といつまでも[17]」（2018年3月6日 - 11日、日暮里・d-倉庫） - ヒロイン 永井遥 役[18]
- アリスインプロジェクト「最果ての星〜アリスインデッドリースクール外伝〜[19]」（2018年8月27日 - 31日、池袋・シアターKASSAI） - 日替わりゲスト 吉川美知子 役[20]
- 劇団まけん組「朗読劇『ガラクタバザール』」（2021年3月26日 - 28日、ベノア銀座）
  - 「GO TO TRASH BOX」 - タブレット 役[21]
  - 「NETAMI SONEMI」 - 妬み 役
  - 「ガラクタバザール」 - トラハラ 役
- 演劇ユニット☆宇宙食堂「スペースデブリっ娘[22]」（2021年4月22日 - 26日、吉祥寺シアター） - 大幡アンナ 役[23]
- カラスカ「ナースの推しごと[24]」（2021年7月14日 - 18日、上野ストアハウス） - 雨宮美由紀 役
- 劇団まけん組「朗読劇『TIME the TimeR タイム ザ タイマー』」（2021年10月1日 - 3日、ベノア銀座）
  - 「THE SEVEN COLORS」 - ムラサキ 役[25]
  - 「LET IT BE」 - 運転手 役
  - 「TIME the TimeR」 - トメ 役
- ヴァカーエンターテインメント「ラフ・レターズ[26]」（2021年11月24日 - 28日、日暮里・d-倉庫） - 主演 小野ひとみ 役[27]
- ヴァカーエンターテインメント「GAME-誰も知らない-[28]」（2022年7月13日 - 17日、池袋・シアターグリーン BASE THEATER） - 榎本奈々美 役[29]
- 劇団LOVE SPEARS 朗読劇「届け」（2023年4月29 - 30日、J-SQUARE品川）
  - 「introduction」 - 秋元美咲 役
  - 「キミと僕の未来図」 - おの 役
  - 「届け」 - 祖母 役

### ネット配信
- カラスカ×フリスティエンターテインメント「アトミック・チェリーボンバー」（2021年2月4日 - 7日、TwitCasting） - 火村乙女 役[30]

### 映画
- シネマフレッシュ!「宙女子[31]」（2015年、監督：荒木憲司）[32]
- シネマフレッシュ!「JK・オブ・ザ・リビングデッド」（2015年（未公開）、監督：森川圭）[33]
- アリスインプロジェクト「アリスインデッドリースクール・アジタート[34]」（2017年10月、監督：山岸謙太郎） - 堂本千十合 役[35]

### TV
- フジテレビTWO「イタズラなKiss～Love in TOKYO～」（2013年）
- テレビ朝日「警視庁捜査一課9係 season9」第6話（2014年8月13日） - 御木本里美 役
- 日本テレビ「解決!ナイナイアンサー」（2014年9月30日） - 秋川リサの娘 役[36]
- 日本テレビ「解決!ナイナイアンサー」（2014年10月28日） - 坂口杏里 役[37]
- テレビ東京 水曜ミステリー9「トカゲの女 警視庁特殊犯罪バイク班」（2014年11月26日）[38]
- テレビ朝日｢女子高生の無駄づかい｣（2020年1月 - 3月） - ヒビワレ 役[39]
- テレビ埼玉『トピックマガジン』「大宮サンライズ」（2021年1月 - 3月）

### MV
- 青木隆治「逢いたくていま」（2013年12月）[40]
- ノックチャック「君と僕の約束」（2014年7月）[41]

### CM
- 三幸製菓TVCM チーズアーモンド「チーッス あっどーも」篇[42]
- KIOXIA「生み出せ！#世界新記憶」[43]

### その他
- ファッションショー「Tokyo Fashion Collection」（2013年8月25日、横浜BLITZ）モデル
- ミスFLASH 2014ファイナリスト（2013年）
- 日本・パラオ国際親善大使イメージガール（2014年）[44]
- タカラレーベン日めくりカレンダーのカレンダーガール（2015年2月23日）[45]
- 『まりまーりって誰だよっ！』第2回ゲスト（2018年2月26日）[46]

## ユニット活動
- アイドル諜報機関LEVEL7（2014年3月2日 - 2016年12月8日） - アイドル諜報機関LEVEL7の項を参照のこと
- K+RANK'IN（2018年11月26日 - 2020年7月31日） - “必ずなりたい永久ヒロイン“アイドルグループ。メンバーは秋元美咲、加仲ひよこ、有川結女、三上夕佳、白須美波、伊藤美優、新川真彩、遊馬真彩。2020年7月31日に解散した[47]。2023年12月14日にArnoで活動している遊馬真彩の生誕企画により、遊馬真彩、有川結女、三上夕佳、白須美波の4名で1日限定復活ライブを行った。(秋元美咲は不参加)
- LOVE SPEARS（2022年3月13日 - 2023年6月4日） - LOVE SPEARSの項を参照のこと